# Bekennerschreiben
Ein Bekennerschreiben, in Polizeikreisen meist als Selbstbezichtigungsschreiben bezeichnet, ist ein von Straftätern verfasstes Schriftstück, in dem sie sich zu ihrer Tat bekennen. In den Schreiben geben sich die Verfasser, die meist mit den Tätern identisch sind, unter einem Tarn- oder Gruppennamen zu erkennen und legen ihre Tatmotivation dar. Bei politisch motivierten Taten durch Untergrundorganisationen enthalten die Schreiben häufig eine politische Tatbegründung, manchmal auch politische Forderungen.

## Form
Bekennerschreiben werden meist mittels Schreibmaschine oder Computer auf Papier niedergeschrieben. Bei der Verwendung von Schreibmaschinen werden die Schriftstücke oft von den Tätern mehrfach fotokopiert, damit sich kriminaltechnisch keine individuellen Merkmale mehr feststellen lassen. Eine weitere Form zur Verschleierung ist die Erpresserbrief-Technik durch die Nutzung von ausgeschnittenen und aufgeklebten Buchstaben bei der Fertigung eines Schreibens. Mittlerweile erscheinen Bekennerschreiben nicht mehr nur als Schriftstücke auf Papier. Nach dem Aufkommen von Internet und E-Mails in den 1990er Jahren werden sie durch elektronische Formen abgelöst. Dazu zählen der Versand als E-Mail, als Veröffentlichung im Internet als Video oder als Darstellung auf Internetseiten.

## Verbreitung
An den jeweiligen Adressaten gelangen die Schreiben meist durch den Versand als Brief oder durch das direkte Einwerfen des Schreibens in den Briefkasten. Adressaten sind in der Regel die Betroffenen der Tat, wie Angehörige von Entführungsopfern sowie die Polizei, Behörden und Medienredaktionen. Massenmedien erhalten vor allem dann Bekennerschreiben, wenn die Täter öffentliche Aufmerksamkeit erlangen wollen. Dies ist insbesondere bei politisch motivierten Straftaten der Fall. Oftmals werden solche Bekennerschreiben auch an mehrere Adressaten verschickt, um für eine größere Verbreitung des Inhalts zu sorgen.
Die Polizei hat oft ein erhebliches Interesse daran, an die Original-Bekennerschreiben zu gelangen, um sie auf Spuren zu untersuchen. Medien können die Herausgabe allerdings unter Hinweis auf das Redaktionsgeheimnis verweigern.

## Inhalt und Täterabsichten
Inhalte von Bekennerschreiben sind die Schilderung der Tat, ihre Umstände sowie Hintergründe. Um eine wiedererkennbare Identifikation zu ermöglichen, nennen die Verfasser von Bekennerschreiben oft Details der Tat, die nur die Täter kennen.
Bekennerschreiben werden häufig von Terroristen, Attentätern oder Geiselnehmern gefertigt. Durch die Aufmerksamkeit, die diese Taten erregen, werden auch die dazu eingehenden Taterklärungen intensiv wahrgenommen. In ihnen bietet sich den Tätern die Möglichkeit, die eigenen Standpunkte und die Gründe für ihre Taten darzulegen. Vor allem für terroristische Untergrundorganisationen, die auf Unterstützung aus der Bevölkerung bauen, sind Bekennerschreiben wichtig. In den Schreiben versuchen sie, die Sympathien der Bevölkerung zu erlangen. Dass aus den Bekennerschreiben terroristischer Vereinigungen im Regelfall nicht hervorgeht, wer konkret die Tat begangen oder dazu angestiftet hat, ist darin begründet, dass der Tatentschluss gemeinschaftlich gefasst wurde.
Bekennerschreiben entwickelten sich aus der Idee der anarchistischen Propaganda der Tat und spielten vor allem im sozialrevolutionären Terrorismus eine große Rolle.

## Mehrfachbekennungen
Gelegentlich bekennen sich mehrere Untergrundorganisationen zu derselben Tat, obwohl sie sie nicht begangen haben (Trittbrettfahrer). Haben die echten Täter ein Interesse, selbst als Urheber der Tat erkannt zu werden, legen sie unter Umständen ein weiteres Bekennerschreiben vor. Dieses enthält dann weitere Identitäts-Beweise, wie etwa Fingerabdrücke von bereits polizeibekannten Attentätern.
Es ist auch möglich, dass der oder die Täter mit der Formulierung eines Bekennerschreibens so lange warten, bis in den Medien über etwaige Tatmotive spekuliert worden ist. Das Schreiben wird dann gemäß dieser veröffentlichten Erwartungshaltung formuliert, um die Fahnder auf eine falsche Fährte zu locken. Meist dienen Bekennerschreiben allerdings nicht dazu, Ermittler zu verwirren. Vielmehr versprechen sich die Täter davon, eine öffentliche Diskussion zu bestimmten Themen zu entfachen oder auf Missstände hinzuweisen.